# ألكسندر خلوبونين
الكسندر غيناديفيتش خلوبونين (بالروسية:  Александр Геннадиевич Хлопонин) هو سياسي روسي ونائب رئيس الوزراء لروسيا الإتحادية. تولى منصب الممثل المعتمد لرئيس روسيا في شمال القوقاز من 19 يناير عام 2010 حتى 12 مايو عام 2014، وكان قبل ذلك يشغل منصب محافظ اقليم كراسنويارسك.

## حياته
ولد في 6 مارس عام 1965 في مدينة كولومبو بسريلانكا حيث عمل أبوه مترجما في ممثلية التجارة الخارجية السوفيتية. خدم الكسندر خلوبونين في الجيش السوفيتي قبل ان يتخرج من كلية الاقتصاد الدولي في المعهد المالي بموسكو، ثم عمل في اعوام 1989 – 1992 كبير الخبراء في مصرف الاقتصاد الخارجي للاتحاد السوفيتي (فنيش ايكونوم بنك) وتحمل مسؤولية الائتمان الحكومي. ثم انتقل إلى الشركة المالية الدولية التي ترأسها بعد مرور سنتين.

### النشاط السياسي
في 28 يونيو عام 1996 عين مجلس المدراء في شركة «نوريلسكي نيكل» الروسية الكسندر خلوبونين مديرا عاما ورئيسا لإدارة الشركة.
انتخب عام 2000 عضوا في إدارة المجلس الروسي للصناع ورجال الأعمال. في يناير عام 2000 انتخب في منصب محافظ دائرة تايمير ذات الحكم الذاتي. وصوتت تأييدا له نسبة 63 % من ناخبي الدائرة. وأصبح الكسندر خلوبونين البالغ من العمر 36 سنة اصغر المحافظين سنا في روسيا.
شارك الكسندر خلوبونين بعد أن لقي المحافظ الكسندر ليبيد مصرعه المأسوي عام 2002 في الانتخابات المحلية باقليم كراسنويارسك، وفاز في الجولة الثانية للانتخابات. وتولى صلاحيات محافظ اقليم كراسنويارسك في 17 أكتوبر عام 2002.
يدخل الكسندر خلوبونين قوام مجلس تطبيق المشاريع الاقتصادية الوطنية ذات الاولوية والسياسة الديموغرافية لدى رئيس روسيا ومجلس تطوير الحكم الذاتي لدى رئيس روسيا ومجلس تطوير مجمع صناعة الاخشاب لدى حكومة روسيا الاتحادية ومجموعة العمل لمجلس الدولة في شؤون تطوير البنية التحتية للنقل الجوي. كما أنه عضو في المجلس الأعلى لحزب «روسيا المتحدة» منذ مارس/آذار عام 2003.
تم تعيينه في 19 يناير نائبا لرئيس الحكومة الروسية وكذلك ممثلا معتمدا لرئيس روسيا الاتحادية في دائرة شمال القوقاز المستحدثة.
وأعيد تعيينه نائبا لرئيس الوزراء في حكومة دميتري مدفيديف يوم 21 مايو/أيار 2012.
ألكسندر خلوبونين هو دكتور في العلوم الاقتصادية، ويجيد اللغتين الإنجليزية والفرنسية.

## أسرته
تزوج عام 1986 من ناتاليا كوبارادزيه، ولديهما بنت لوبيوف من مواليد عام 1987.

## الوصلات الخارجية
الموقع الرسمي للممثل المعتمد لرئيس روسيا في منطقة شمال القوقاز الفيدرالية
1. ↑   http://tayga.info/index.php/65438. {{استشهاد ويب}}: |url= بحاجة لعنوان (مساعدة) والوسيط |title= غير موجود أو فارغ (من ويكي بيانات) (مساعدة)
2. ↑   https://web.archive.org/web/20170828105602/http://interfax-religion.ru/?act=print&div=5049. مؤرشف من الأصل في 2017-08-28. {{استشهاد ويب}}: |archive-url= بحاجة لعنوان (مساعدة) والوسيط |title= غير موجود أو فارغ (من ويكي بيانات) (مساعدة)
3. ↑  Хлопонин, Александр Геннадиевич